# Нелли Бертрам (персонаж)
Нелли Бертрам (англ. Nellie Bertram) — вымышленная героиня сериала «Офис», исполненная Кэтрин Тейт. Нелли работает Президентом специальных проектов компании по производству принтеров «Сабр» (англ. Sabre), позднее приезжает в Скрантон, штат Пенсильвания, чтобы работать сначала региональным менеджером «Дандер Миффлин» (англ. Dunder Mifflin), затем менеджером специальных проектов, а потом специалистом по продажам.

## Кастинг
В июле 2010 года руководство NBC подтвердило информацию об уходе Стива Карелла из «Офиса». В начале 8 сезона на место Майкла Скотта региональным менеджером «Дандер Миффлин» назначается Энди Бернард, однако изначально создатели проекта рассматривали на эту роль именно британскую актрису Кэтрин Тейт, которая, однако, так и не смогла присоединиться к проекту в самом начале из-за договорённости на участие в пьесе «Много шума из ничего». Тем не менее, с середины 8 сезона и до конца сериала сценаристы специально для неё написали новую героиню, Нелли Бертрам, которая стала одним из основных персонажей.

## Информация о персонаже

### Биография

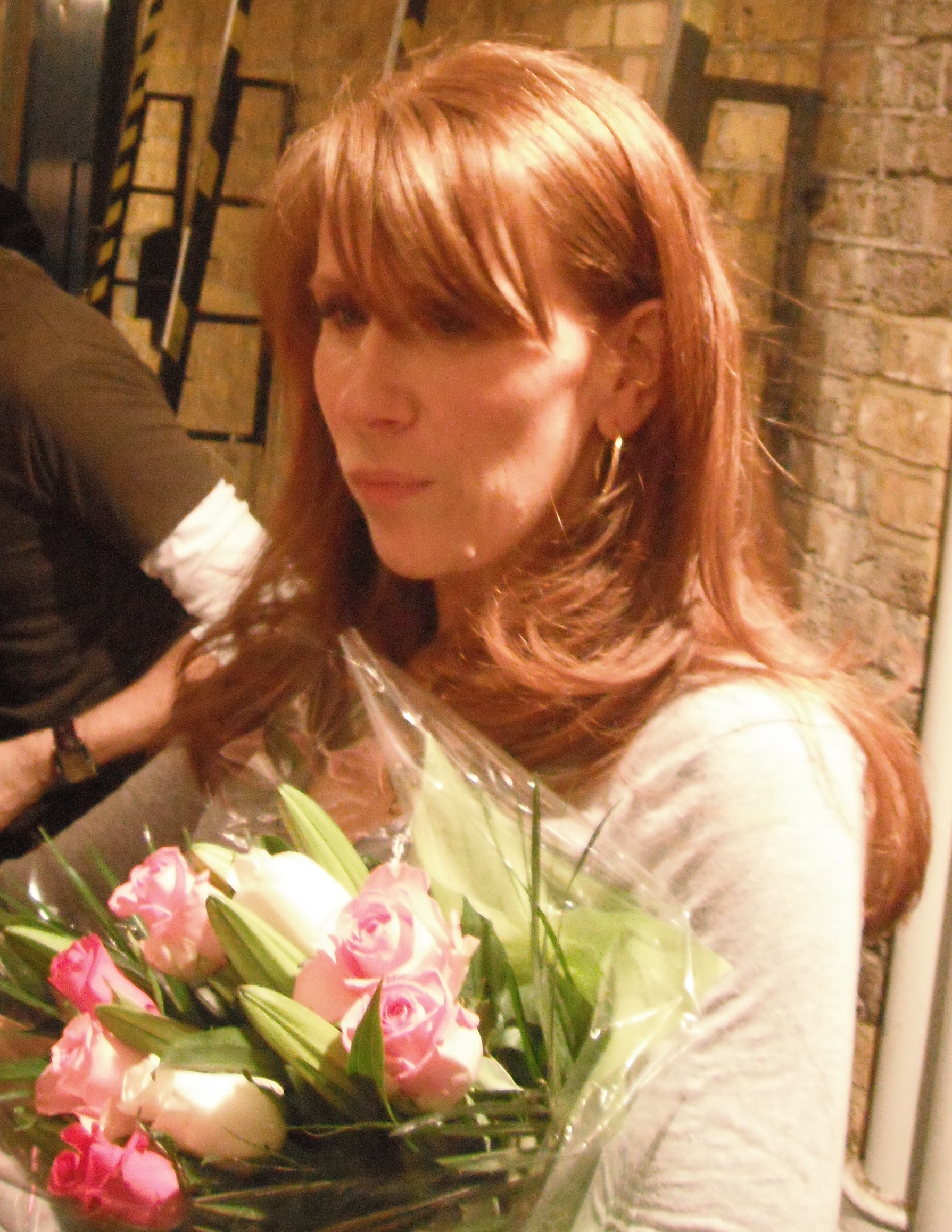
Кэтрин Тейт воплотила на экране образ одной из самых противоречивых героинь «Офиса», Нелли Бертрам

Нелли Бертрам — грубая и прямолинейная англичанка, которая ненавидит ирландцев. Она родилась в районе Базилдон в графстве Эссекс, и до 32 лет говорила с «отвратительным» эссекским акцентом.
Нелли давно дружит с Джо Беннетт (глава компании «Сабр») и верит, что является её лучшей подругой, хотя сама не считает Джо таковой для себя. Её дружба с Беннетт — единственная причина, почему Нелли рассматривали в качестве кандидатки на должность регионального менеджера «Дандер Миффлин», потому что в своей профессиональной карьере Бертрам склонна принимать непонятные и глупые решения, чем вызывает ненависть всего филиала по отношению к ней. В эпизоде «Заполучить девушку» (8 сезон 19 серия) она, тем не менее, признаёт свои недостатки: «Я выросла в бедности. У меня не было нормального образования и каких-либо реальных навыков. Я не особо стараюсь в работе. Большинство моих идей либо лишены оригинальности, либо просто мусор». В бизнесе Нелли придерживается философии: «Если на месте никого нет, значит, есть и работа».
Задолго до трудоустройства в «Дандер Миффлин» Нелли состояла в отношениях с фокусником по имени Генри, который однажды ушёл от неё ради официантки, что на долгие годы затаило в Бертрам не только обиду на него, но и ненависть ко всем фокусникам.
Впервые Нелли приезжает в Скрантон в конце 7 сезона на собеседование в качестве кандидатки на должность нового регионального менеджера после ухода Майкла Скотта. После отказа, под воздействием стресса, Бертрам отправилась на шоппинг и случайно приобрела 13 фортепиано. Она возвращается, как основной персонаж, в середине 8 сезона, и остаётся до самого конца сериала. В финальном эпизоде становится известно, что Нелли переехала в Польшу, которую называет «Скрантоном Европейского союза». Также после множества попыток договориться с опекой, ей удаётся усыновить ребёнка, Дрейка Ховарда.

## Реакция
Персонаж Нелли Бертрам был неоднозначно воспринят как публикой, так и критиками. Так, с середины 8 сезона, когда она появлялась по сюжету «Офиса» уже постоянно, зрители считали её худшим персонажем за всю историю сериала и худшим дополнением к сюжету после ухода Стива Карелла.
Критики считали, что первое эпизодическое появление Нелли в конце 7 сезона абсолютно ничем не запомнилось и она не вписывалась в формат сериала. Тем не менее, отзывы стали намного позитивнее, когда её персонаж стал постоянным по сюжету; критики отмечали, что им хотелось бы, чтобы Нелли осталась одной из основных героинь вплоть до конца «Офиса».
Помимо того, что на экранах зрители не сразу привыкли к персонажу Тейт, актрисе пришлось нелегко и во время съёмок. Продюсер Стив Бёрджесс вспоминал: «Это было испытанием как для неё, так и для сценаристов, потому что никто из них не мог представить Нелли так, как обеим сторонам хотелось бы». Редактор Клэр Скэнлон отметила, что Тейт чувствовала разочарование, потому что совсем не знала свою героиню и не понимала, что нужно делать; ей казалось, что её персонажа сжигают в самом начале, отправляя работать в Скрантоне.